# The Hottie and the Nottie
(Slogan promozionale)
The Hottie and The Nottie è un film del 2008, diretto dall'esordiente Tom Putnam e tra gli altri interpretato da Paris Hilton e Joel David Moore.
La commedia segna il debutto alla regia di Putnam, la sceneggiatura è stata scritta da Heidi Ferrer (Dawson's Creek).
Il film è uscito nei cinema statunitensi l'8 febbraio 2008.

## Trama
Nate Cooper viene lasciato dalla sua ragazza perché lei lo considera un perdente; dopo ciò egli ripensa alla sua prima cotta, avvenuta all'età di sei anni per Cristabel Abbott.
Nate decide di incontrare Cristabel, convinto che sia la sua anima gemella. Cercando su Internet, scopre che lei vive a Los Angeles.
Cristabel è single, oltreché molto appariscente, ed il motivo per cui non ha un ragazzo è rappresentato dalla sua migliore amica, June Phigg.
June coabita con Cristabel e l'unico momento in cui la prima non sta attorno alla seconda coincide con gli incontri passionali di quest'ultima. June non è per niente attraente, ciò nonostante Cristabel decide di accantonare gli appuntamenti per non lasciarla sola a casa.
Nate riesce a trovare Cristabel, con la quale vuole passare il maggior tempo possibile, ma per farlo è costretto a portare June da un'estetista esperto, che la sottopone ad un restyling completo.
Durante questo breve periodo Nate e June diventano amici e lui inizia a pensare che, forse, la sua anima gemella non è l'estroversa Cristabel, ma la timida June.

## Riconoscimenti
- Razzie Awards 2008
  - Nomination - Peggior film
  - Vinto - Peggiore attrice protagonista - Paris Hilton
  - Nomination - Peggior regista - Tom Putnam
  - Vinto - Peggiore coppia - Paris Hilton e a scelta tra Christine Lakin o Joel Moore
  - Nomination - Peggior sceneggiatura - Heidi Ferrer